# جيل فيدال
جيل فيدال (بالإنجليزية: Jill Vidal)‏ هي ممثلة بريطانية، ولدت في 13 أبريل 1982 في الصين.

## وصلات خارجية
- جيل فيدال على موقع ميوزك برينز (الإنجليزية)